# Semen Pegov
Semen Vladimirovich Pegov (también conocido como Semyon Vladimirovich Pegov, en ruso: Семён Владимирович Пегов; nacido el 9 de septiembre de 1985) es un periodista, propagandista y escritor ruso. Trabaja para el proyecto militar WarGonzo y un canal de Telegram, que ha sido asociado con los servicios especiales rusos. Algunas de sus publicaciones han sido acusadas de ser montajes o noticias falsas.

## Biografía
Semen Pegov nació en Smolensk el 9 de septiembre de 1985 y se licenció en la facultad de filología de la Universidad Estatal de Smolensk. En un principio, Pegov trabajó como periodista de televisión para VGTRK en Smolensk de 2006 a 2008. En 2008, durante la guerra ruso-georgiana, fue enviado a Abjasia para trabajar en un canal de televisión local. En 2014, durante la guerra ruso-ucraniana, trabajó como corresponsal para el canal LifeNews, vinculado al Kremlin. En 2017, tras el cierre del sitio, Semen Pegov dirigió el proyecto de reagrupación WarGonzo, propiedad de Aram Gabrelianov, un magnate ruso de medios de comunicación de origen armenio.
Supuestamente, Pegov fue uno de los 300 trabajadores de los medios de comunicación que fueron galardonados en secreto en 2014 con la Medalla de la Orden "Al Mérito de la Patria" por la cobertura objetiva de los acontecimientos en Crimea.

## Actividad

### Nagorno-Karabaj
En septiembre de 2020, Pegov se desplazó a la zona de conflicto de Nagorno-Karabaj para cubrir el conflicto, en su mayoría con narrativas pro-separatistas. En medio del conflicto, Pegov realizó un reporte especial en  Hadrut, luego de que Ilham Aliyev informara de que las fuerzas azeríes habían capturado la ciudad. Posteriormente, las autoridades azeries abrieron un caso contra Pegov. Fue acusado de "cruzar ilegalmente la frontera de Azerbaiyán, realizar llamadas antiestatales y llamadas al terrorismo".

### Ucrania
En enero de 2022, Pegov difundió un mensaje falso en su canal de Telegram WarGonzo en el que afirmaba que las autoridades ucranianas estaban armando unidades de defensa territorial, con el fin de enviarlas al Donbás para matar civiles. La mayoría de los medios de comunicación rusos publicaron posteriormente su mensaje. El 18 de febrero de 2022, publicó un vídeo sobre un supuesto ataque de los servicios especiales ucranianos a uno de los líderes de la República Popular de Donetsk con un coche trampa. Más tarde, la noticia sobre este ataque se utilizó como una de las razones para la invasión militar de Rusia en Ucrania.
En abril de 2022, Pegov publicó en su canal de Telegram WarGonzo imágenes de personas movilizadas en el ejército ruso desde los territorios ocupados de Ucrania, a quienes Rusia había armado con armas de la Segunda Guerra Mundial. Al mismo tiempo, afirmó que estas armas se utilizarían ahora contra los "nuevos nazis", término usado para referirse a los ucranianos. El 6 de mayo de 2022, publicó un vídeo falso sobre el supuesto descubrimiento de un laboratorio biológico secreto en Mariúpol, donde la OTAN realizaba investigaciones bacteriológicas. Más tarde este fake fue desmentido por el equipo de StopFake.
En marzo de 2022, Ucrania bloqueó el canal de YouTube WarGonzo debido a la difusión de información errónea. En mayo, YouTube eliminó el canal WarGonzo de su sitio, citando una violación de sus políticas. Pegov ha seguido informando utilizando otras plataformas.
El 6 de julio de 2022, Semyon Pegov publicó un vídeo falso en el que afirmaba que el ejército ucraniano estaba utilizando métodos de guerra prohibidos internacionalmente y bombardeando territorios con munición de fósforo. El 2 de septiembre de 2022, Pegov fue detenido por amenazar en estado de embriaguez al administrador de un hotel. Posteriormente fue puesto en libertad. El Instituto para el Estudio de la Guerra informó de que el gobierno ruso podría estar intensificando su campaña para promover la autocensura.

## Trabajos
En enero de 2022, se publicó el libro de Pegov titulado "Me and the Redheaded Separ" en honor a Arsen "Motorola" Pavlov, militante separatista prorruso que fue asesinado por agentes del Servicio de Seguridad de Ucrania en octubre de 2016. El libro se presentó en Donetsk, capital de la República Popular de Donetsk.